# Burg St. Petersberg
Die Burg St. Petersberg ist eine Höhenburg auf einem Hügel oberhalb des Inntals westlich von Silz in Tirol. Rund um den Burgberg liegen verstreut einige Häuser, die als Weiler St. Petersberg einen Ortsteil von Silz bilden. Die Burg bildet das Zentrum des Engelwerkes.

## Lage
In 730 Meter Höhe, nur 70 Meter über der Talsohle des Inns, liegt am rechten Berghang auf einer langgezogenen Felskuppe an einem historischen Stauweiher die ehemalige Grafenburg St. Petersberg. Dennoch ist Petersberg vom Tal aus schnell und leicht zu erreichen und dabei doch sehr gut zu verteidigen. Die Flanken des Burgbergs sind vom Gletscher glattgeschliffen, sodass ein Angreifer hier kaum Halt finden kann. Nahebei gibt es eine ergiebige Quelle und zwei Bergbäche, die seit dem frühen Mittelalter einen künstlich angelegten See speisen.
Mit diesem Wasser wurden unterhalb der Burg jahrhundertelang verschiedene Mühlen und ein Sägewerk angetrieben. Umgeben ist die Burg St. Petersberg von Feldern im Talgrund und dem angrenzenden Gebirgswald. Hinzu kommt die strategische Bedeutung des Burgplatzes als Sicherung der Handels- und Heeresstraße im Inntal.

## Geschichte

### Archäologische Funde der Bronzezeit
Die Burg St. Petersberg liegt auf einem Hügel, der durch seine exponierte, erhöhte Lage schon in der Urgeschichte ideale Voraussetzungen für eine Besiedlung geboten hat. Auch die bislang entdeckten urgeschichtlichen und römischen Hinterlassenschaften bei der Burg St. Petersberg lassen auf eine über längere Zeit andauernde Besiedlung schließen.
Bereits 1969 kamen bei Umbauarbeiten zwischen der Burg und dem Ostturm prähistorische Keramikfragmente zum Vorschein. 1972 wurde im Kirchenschiff über dem anstehenden Fels eine bis zu 55 cm dicke Schicht freigelegt, die eine große Anzahl an Siedlungskeramik aus der Urnenfelderzeit (späte Bronzezeit, ca. 1330–800 v. Chr.) und der Hallstattzeit (frühe Eisenzeit, ca. 800–475 v. Chr.) beinhaltete. In den Profilen dieses Kulturhorizontes waren Reste einiger Holzbalken zu sehen, die auf ein Gebäude schließen lassen.
Die archäologischen Untersuchungen brachten auch eine mit Steinen und Holzkohle abgedeckte Grube ans Tageslicht, die als Feuerstelle interpretiert wird. In den Profilen eines 41 m vor der Toranlage abgelegten kleinen Grabens wurde Keramik aus der La-Tène-Zeit (späte Eisenzeit, ca. 475–15 v. Chr.) freigelegt.
Einige Fragmente, die im eingefüllten Material in der Apsis zwischen den östlichen Fundamenten und dem Altarfundament lagen, werden auf die Römerzeit datiert.

### 11.–13. Jahrhundert
Die Geschichte der Burg ist eng verknüpft mit der bis heute nicht endgültig geklärten Frage nach der Grafschaft im oberen Inntal, die die Historiker seit hundert Jahren beschäftigt. Fest steht, dass Herzog Welf II. infolge seiner Beteiligung am Aufstand Herzog Ernsts von Schwaben seine Grafschaften in Tirol verlor. Kaiser Konrad übertrug dieselben im Jahr 1027 dem Bischof von Brixen, wobei die Grenzen nicht fixiert waren. Sie umfassten jedenfalls das Eisacktal, nördlich von Klausen; das Wipptal und das Inntal zwischen Ziller und Melach, – wahrscheinlich aber bis Finstermünz.
Bis zum Beginn des 12. Jahrhunderts sind zahlreiche Welfenschenkungen an bayerische Klöster und welfische Ministeriale im Vinschgau und Oberinntal bezeugt, doch reichen die Belege nicht aus, um eine Amtstätigkeit zwingend nachzuweisen.
Die Burg wurde von den Welfen als zentraler Stützpunkt der Verwaltung ihrer Tiroler Besitzungen errichtet und aus der Zeit Ulrichs von Ulten um 1244 stammt die erste urkundlich gesicherte Nennung von Petersberg als castrum meum novo domus in Intal genannt. Auch waren Vogteirechte im Ötztal in seinem Besitz. 1263 dann als castrum in monte sancti petri in valle Eni bezeichnet, erscheint die Feste erstmals unter ihrem heutigen Namen und kam über verschiedene Eigentümer in den Besitz der Grafen von Tirol. Meinhard II. ließ die Burg großzügig ausbauen und machte sie zu einem wichtigen Verwaltungszentrum als Gerichtssitz, Urbaramt und Vogtsburg für das Inntal zwischen Roppen und Rietz, das Mieminger Plateau und das Ötztal. Von dort wurde auch der Grundbesitz von Petersberg verwaltet. Er hielt sich selbst öfters dort auf und ließ auch die Amtskasse in der cista maiore im Bergfried verwahren. Die Burg wurde befestigt und war mit Wachpersonal versehen. Auch der Weiher war bereits vorhanden. Seit 1275 amtierte der Richter auf Sankt Petersberg; später übersiedelte er nach Silz. In der zweiten Hälfte des 13. Jahrhunderts erscheint die Burg unter verschiedenen Namen; nova domus, „Ulten“, castrum sancti Petri werden abwechselnd verwendet, bis sich unter Graf Meinhard „Sankt Petersberg“ durchsetzt; jedoch ist auch vom „Neuen Schloss bei Silz“, vom „Neuen Schloss des Hl. Petrus“ oder später einfach nur von „St. Petersberg“ die Rede. Als „Altes Schloss“ wird im Volksmund ein Felsvorsprung am Berghang oberhalb der Burg bezeichnet. Dieser Platz scheint allerdings viel zu klein und ungünstig für eine Burganlage zu sein. Hier stand eventuell ein Turm als Aussichtswarte ins Inntal. Aus all dem geht hervor, dass es auf dem Petersberg lange vor der ersten urkundlichen Erwähnung eine Wehranlage gegeben hat, die Graf Ulrich v. Ulten auf älteren Grundmauern neu erbauen und großzügig erweitern ließ.
Urkundliche Nennungen von Petersberg aus dem 12. Jh. des Historikers Josef v. Hormayr werden heute von der Geschichtsforschung als Fälschungen verworfen.

### 14.–15. Jahrhundert
Bereits 1299 wird eine Schlosskapelle erwähnt: Für das Lesen der Messe erhielt der Silzer Pfarrer 4 Yhren Wein, das Patrozinium war St. Peter. Zwischen 1295 und 1338 wurde die Burghut von der Familie Milser ausgeübt. Der äußere Turm, zu Meinhards Zeiten „neuer Turm“, später „Schnitzerturm“ und heute „Faulturm“ genannt, wurde 1348 samt dem Schloss an Petermann von Schenna verliehen.
1407 verlieh Herzog Friedrich IV., der inzwischen die Regierung in Tirol übernommen hatte, Petersberg samt dem Jagdrecht und Straßberg an seine Räte Hans und Ulrich von Freundsberg. Der Kärlingerturm war als Lehen der Familie selben Namens übertragen. Allerdings verkaufte ihn 1408 Ulrich Kärlinger an die Freundsberger. Nachdem 1404 Bischof Ulrich von Brixen von Herzog Friedrich in Einsisheim eingekerkert und seine Schlösser besetzt wurden, erhielt 1411 Heinrich Snitzer den Petersberg. Zwar söhnte sich Friedrich IV. mit Bischof Ulrich von Brixen aus, aber die Freundsberger rückten ihre Schlösser trotz eines bei der Kurie angestrengten Prozesses nicht mehr heraus. Mit einem Tausch im Jahr 1475 kam auch der Ansitz Steig bei St. Petersberg, später das Jägerhaus genannt, in den Besitz der Freundsberger.

### 16.–18. Jahrhundert
Die Freundsberger blieben im Besitz der Burg bis zum Tod des letzten Lehensträgers Georg von Freundsberg im Jahre 1586. Die Güterverwaltung ließen sie durch Pfleger besorgen, da sie seit 1486 nicht mehr in Tirol lebten. Schon vor dem Tod des Georg von Freundsberg hatte Erzherzog Ferdinand 1582 die Anwartschaft seiner Söhne auf das freiwerdende Lehen angemeldet. Nach längeren Verhandlungen mit den Erben verfügte ab 1588 zuerst Ferdinands älterer Sohn Andreas, nach dessen Tod der jüngere Karl von Burgau über Petersberg. 1619 erhielt Maria Fugger Petersberg, Sterzing und Seifriedsberg, dazu wurde ihr im Gericht Petersberg das Jagdrecht eingeräumt. Der Vertrag galt ursprünglich nur für vier Jahre, wurde aber nach ihrem Tod 1624 mit ihren Söhnen Friedrich und Hans Ernst Fugger verlängert. Im selben Jahr begann der Pfleger Jakob Stöckl mit dem Neubau des Hauses in Kühtai, nachdem er das alte abgerissen hatte.
Auf Petersberg hatte die Hofkammer ein wachsames Auge. Immer wieder erging an die Pfleger Befehl, das Inventar zu überprüfen, das Bettzeug instand zu setzen, neuen Hausrat anzuschaffen und Baufälligkeiten zu beseitigen. 1628 wird Petersberg von den Fuggern zurückgelöst. 1638 erfolgte eine Besichtigung und Inventarisierung durch den Pfleger Jakob Stöckl und den Hofbaumeister Elias Gumpp. Die Zimmer waren mit Möbeln, Teppichen und Bildern recht gut ausgestattet, in der oberen Kapelle befanden sich ein geschnitztes Marienbild mit Jesuskind, Altargeschirr und verschiedene Messgewänder, die untere Kapelle war leer. Kornkasten, Badstube, Schlossdach und Dach des Faulturmes waren reparaturbedürftig, die Kammer und Schreibstube des Pflegsverwalters sollten neu getäfelt werden. Manche dieser Reparaturen wurden in Angriff genommen. 1640, nach dem Tod von Jakob Stöckl, wurde Christoph Heffter neuer Pflegsverwalter, ihm folgte Severin Stöckl. Das Schloss war immer bewohnt, der Bergfried wurde als Gefängnis genutzt, der Faulturm 1646 als Munitionslager adaptiert.
1777 überließ der Urenkel des ersten Pfandinhabers, Carl von Clary-Aldringen, seinem Schwager Theodor Peregrin Graf Wolkenstein, der mit Maria Anna von Clary-Aldringen verheiratet war, die Herrschaften Petersberg, Wiesberg und die Vorarlbergischen Güter. 1788 gehörten zum Burgfrieden von Petersberg fünf Häuser mit 31 Personen, zwei Pferden, 25 Kühen, 23 Kälbern und sieben Schweinen. Wöchentlich zweimal wurde in der Kapelle die Messe gelesen.

### 19. Jahrhundert

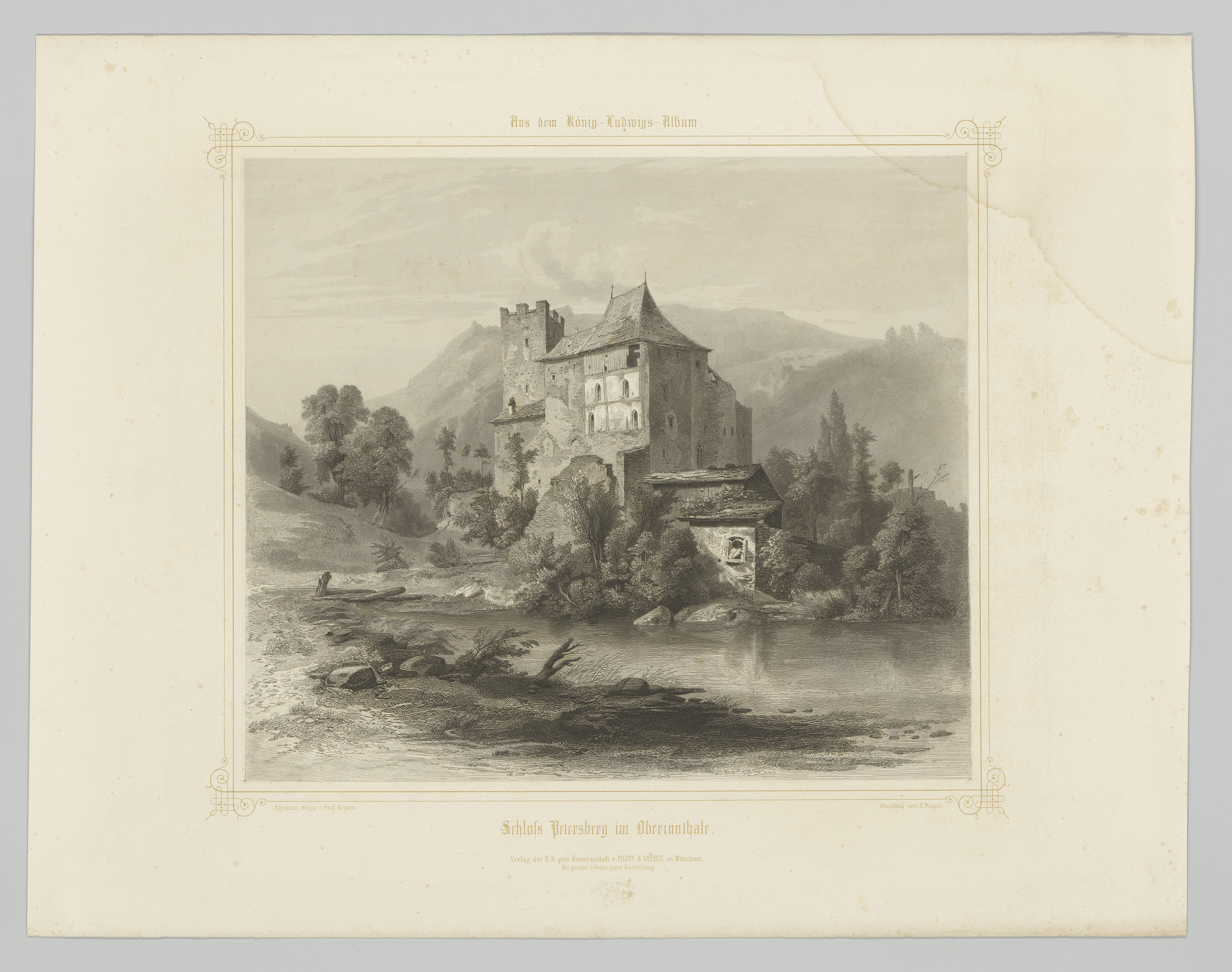
St. Petersberg, Lithographie, zwischen 1850 und 1859

1849 erreichte Ernst von Wolkenstein eine kaiserliche Entscheidung, die ihm die Überlassung von Petersberg zusicherte. 1857 brannte das Schloss anlässlich einer Doppelhochzeit im Hause Wolkenstein ab. Beim Brand wurden alle hölzernen Teile zerstört, nur die Kapelle und das Archiv blieben unbeschädigt. Da das Schloss Pfandherrschaft war und somit im Besitz der öffentlichen Hand, zahlte die Finanzlandesdirektion die nötigsten Wiederherstellungskosten, was um so leichter fiel, als eine Feuerversicherung bestanden hatte. 1868 erwarb Arthur von Wolkenstein den gesamten Besitz und verpachtete ihn an die 1. Tiroler Stierzucht- und Nutzvieh-Export A.G. 1887 übernahm sein Sohn Wolfgang die Verwaltung, musste aber 1893 eine öffentliche Versteigerung beantragen.

### 20. Jahrhundert
Nachdem Kaiser Franz Josef das Schloss erworben hatte, diente es im Ersten Weltkrieg als Lazarett, danach der italienischen Besatzung. Durch den habsburgischen Erbvertrag kam es an die Erzherzogin Valerie, die es 1919 ihrer Tochter Hedwig und deren Ehemann Graf Stolberg-Stolberg schenkte.
Im selben Jahr stellten die Tiroler Sozialdemokraten im Landtag den Antrag, das unbewohnte Schloss nach dem Schlössergesetz vom 30. Mai 1919 zu enteignen und als Kinderheim, landwirtschaftliche Schule oder Erholungsheim für Kriegsinvaliden zu nützen. Um der Enteignungsdiskussion die Spitze zu nehmen, überließ Graf Stolberg das Schloss ab 1921 dem Bund Neuland, der es 1923 auf fünf und 1928 auf weitere 15 Jahre pachtete.
Als Entgelt mussten Reparaturen und Erhaltungsarbeiten durchgeführt werden. Die Neuländer richteten die Räume wohnlich her. Max Weiler und Fritz Berger sorgten für die künstlerische Ausgestaltung. Auch die Kapelle sollte nach Plänen von Rudolf Schwarz, dem Landesplaner von Nordrhein-Westfalen, renoviert werden. Vor allem plante man die Öffnung der alten romanischen Fenster in der Apsis.
Seit 1931 hielt Felix Messerschmidt, später langjähriger Leiter des Bildungshauses in Tutzing, auf Petersberg seine Singwochen ab, wurden die Ostertage nach der neuen Liturgie im Sinne Romano Guardinis gefeiert, malte Max Weiler seine Bilder und bereitete Ignaz Zangerle seine Vorträge vor.
1938 wurde das Schloss kurzfristig als Jugendheim genutzt. Ab 1943 wurden Bestände des Landesarchivs, des Volkskunst- und Bergiselmuseums dort gelagert, um sie vor Bombenschäden zu bewahren. 1965 verkaufte Graf Stolberg die bereits reichlich ruinöse Anlage an die Schutzengelbruderschaft, die sie mit Schenkungsvertrag vom 17. Juni 1980 dem Kloster auf Sankt Petersberg des Ordens der Regularkanoniker vom Heiligen Kreuz übertrug.

### Historische Bedeutung
Die Bedeutung von Silz zeigt sich heute noch als Sitz des Bezirksgerichts, obgleich es seit dem 17. Jahrhundert im Ortszentrum untergebracht ist.
Das Gericht Petersberg wurde anfangs von den Landesfürsten und von direkt eingesetzten Beamten verwaltet, später wurde es verpachtet oder verpfändet, unter anderem von 1407 bis zu ihrem Aussterben 1587 an die Herren von Freundsberg. 1777 wurde die Burg von den Herren von Wolkenstein-Rodenegg erworben. 1857 wurde sie durch einen Brand stark beschädigt. 1870 wurde hier die erste Tiroler Stierzucht- und Nutzviehanstalt eingerichtet. Anstelle der alten, dem hl. Petrus geweihten Burgkapelle aus dem 12. Jahrhundert wurde die Ursula-Kapelle errichtet. 1893 erwarb Kaiser Franz Josef I. die Ruine und ließ sie wieder aufbauen. Sie diente unter anderem als Erholungsheim und Lazarett.
1965 wurde die Burg vom Engelwerk erworben und später vom 1979 wiedererrichteten Orden der Regularkanoniker vom Heiligen Kreuz, der das Engelwerk im Auftrag des Heiligen Stuhls betreut, zu einem Ordenshaus umgebaut.
Im Jahr 2022 wurde eine Restaurierung der äußeren Burgmauern begonnen. Zu diesem Anlass wurde auf der Burg St. Petersberg am 25. September 2022 der Tag des Denkmals unter der Trägerschaft des österreichischen Bundesdenkmalamtes abgehalten.

## Beschreibung

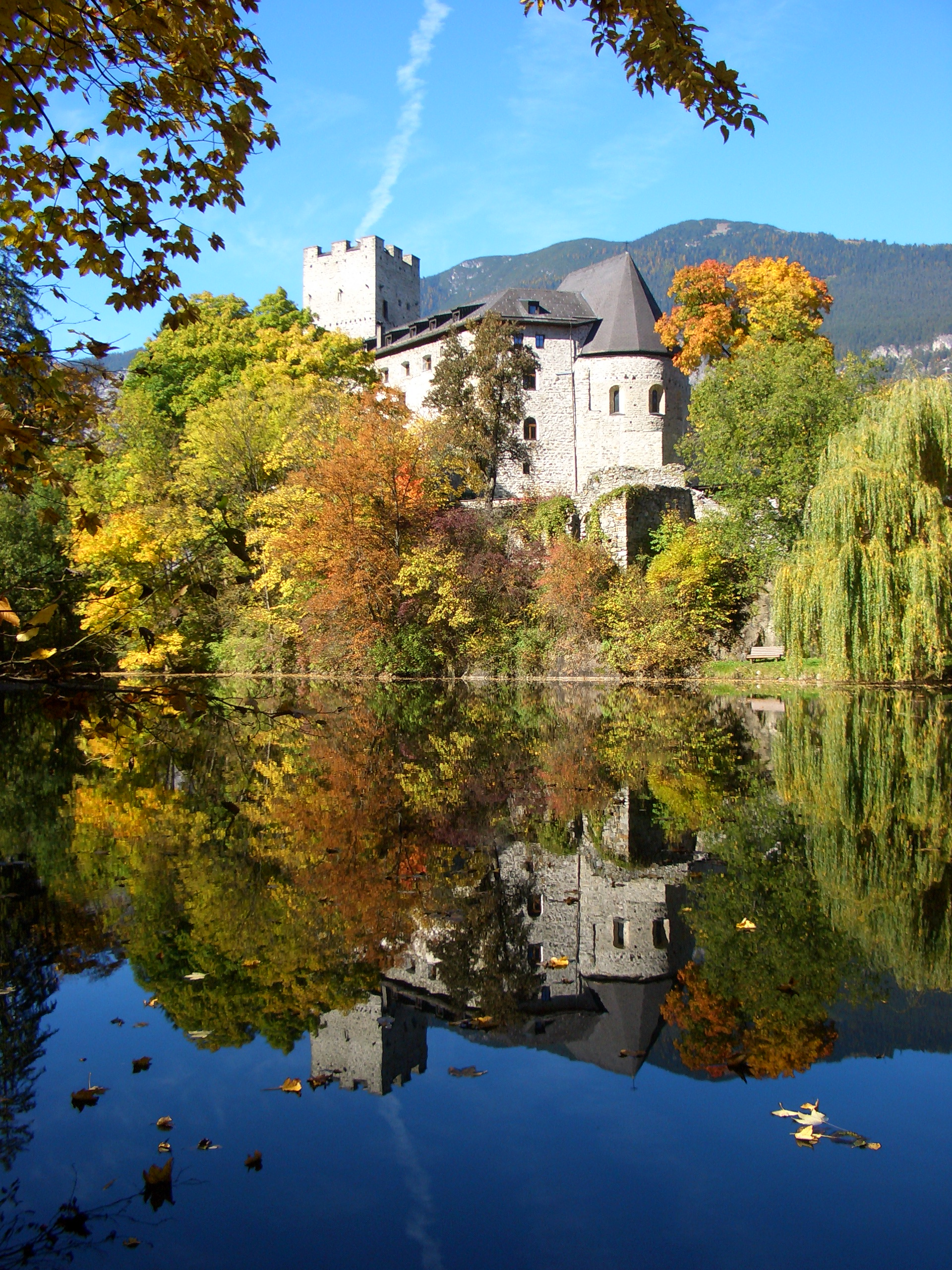
Blick von Südosten auf die Burg mit der Kapelle

Die Burg zeigt sich heute als einheitliche Anlage mit Wohn- und Wehrbauten um einen Innenhof. Die Gebäude stammen aus dem 13. Jahrhundert, wurden aber auf einer älteren Grundlage errichtet. Der fünfgeschoßige Bergfried, der früher mit einem Wehrgang versehen war, weist noch die ursprünglichen Rechteckzinnen auf. In der Südostecke steht der quadratische, früher turmartige Palas.
Im östlichen Teil der Burganlage befindet sich die Burgkapelle, die mit dem im 16. Jahrhundert errichteten Nordtrakt durch einen offenen Bogengang verbunden ist. Die ursprünglich dem hl. Petrus geweihte Doppelkapelle wurde ab 1881 umgebaut. Die beiden Geschoße wurden zu einem Raum vereinigt und der hl. Ursula geweiht. Vom Bau aus dem 12. Jahrhundert sind romanische Rundbogenfenster in der Ost- und Nordwand erhalten. Unter dem Chor wurde 1972 der Grundriss einer kleineren romanischen Vorgängerkapelle aus dem 11. Jahrhundert entdeckt.
Östlich der Kernburg liegt auf einer kleinen Anhöhe der im 13. Jahrhundert errichtete fünfgeschoßige quadratische Schnitzer- oder Faulturm. Der ursprüngliche Sitz der Burggrafen wurde im 16. Jahrhundert umgebaut und erhielt Ende der 1960er Jahre sein Pyramidendach.
Burg und Kloster mit Wohngebäuden, Nebengebäuden und Wehranlagen und Mauerresten im Erdreich stehen unter Denkmalschutz.

### Schnitzer- oder Faulturm

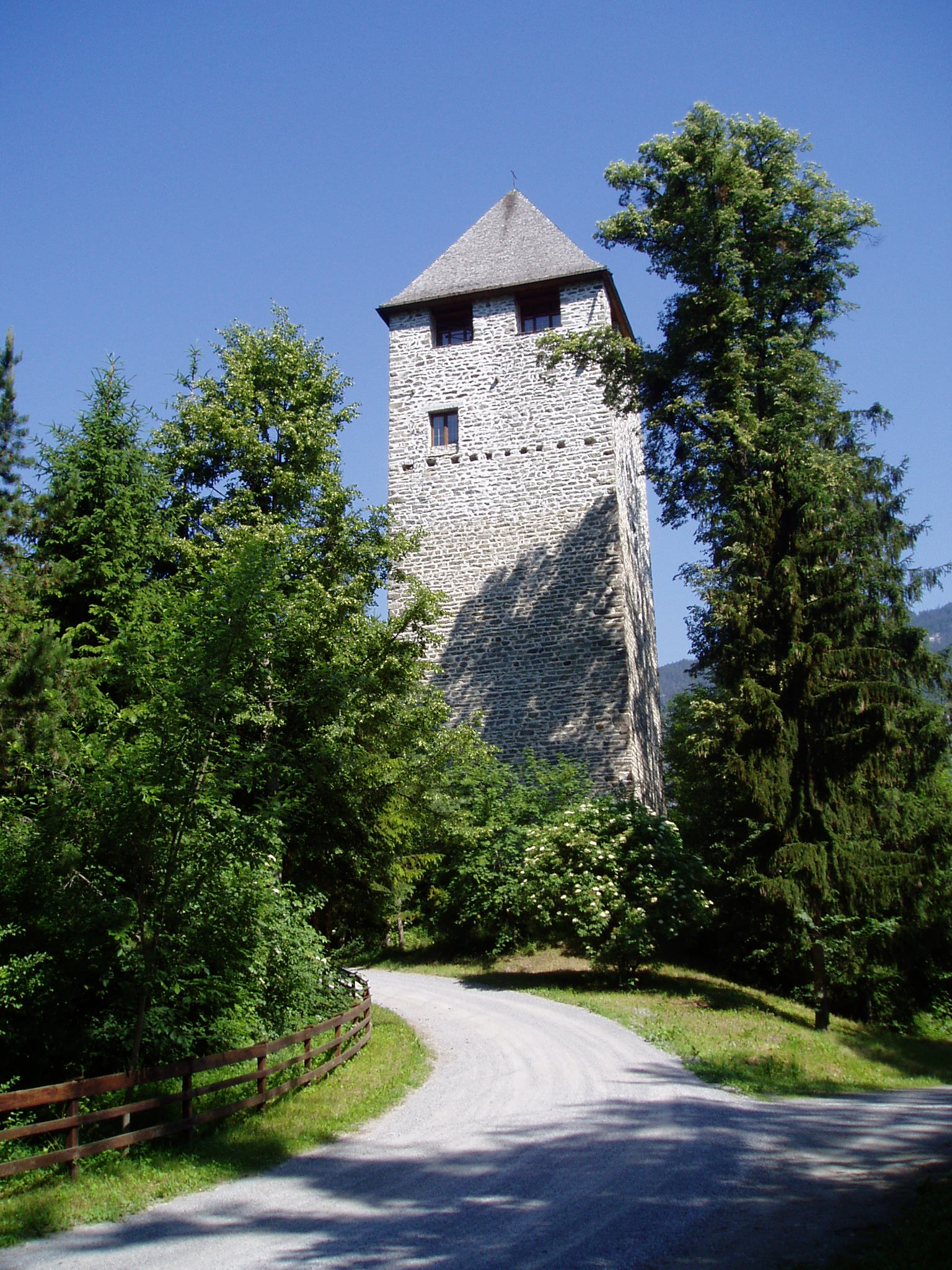
Schnitzer- oder Faulturm

Der von der Hochburg im Osten auf niederer Anhöhe stehende, fünfgeschoßige Turm über quadratischem Grundriss stammt aus dem 13. Jahrhundert und wurde von 1966 bis 1974 im oberen Bereich ergänzt bzw. wiederaufgebaut und mit einem Pyramidendach versehen. Er zeigt ein streng regelmäßiges Mauerwerk aus roh behauenen Bruchsteinen mit Fugenstrichlinien und an den Ecken allseitig Quaderketten mit rohen Buckeln. Der Östliche Eingang in das Erdgeschoß ist rezent, darüber liegt ein originärer Lichtschlitz, ein zweiter im darüberliegenden, tonnengewölbten Obergeschoß. Im zweiten Obergeschoß westseitig ist der ursprüngliche Hocheinstieg ausgebrochen – das breit gefasste, rundbogige Tuffsteinportal stammt allerdings erst aus dem späten 15. Jahrhundert, zugänglich über eine von der Nordwand auf die Westwand übergreifende Holzstiege (1966–1974 erneuert). Das tonnengewölbte, dritte Obergeschoß weist an der West- und Ostseite je ein Rechteckfenster mit Seitensitzen auf, während im vierten Obergeschoß gegen Westen der hochrechteckige Ausgang zum ehemals umlaufenden Wehrgang führte; ein zweiter derartiger Ausgang ist auch an der Südseite schwach kenntlich. Die den Turm abschließende Wehrplatte mit je zwei Zinnenlücken auf jeder Seite sowie das Pyramidendach wurden 1972 neu aufgesetzt.

### Die Hochburg
Die Hochburg erhebt sich über einem unregelmäßig polygonalen Bering mit kreisförmiger Randbebauung um den Mittelhof. Nahe der Südwestecke liegt der in die westliche Außenfront eingebundene Bergfried. Ostseitig ist neben dem inneren Burgtor die mit ihrer Apsis über den Bering ragende Kapelle situiert, an deren Südwestecke der mit seiner Südfront in den Bering eingebundene, 1966 bis 1974 nach Westen bis zum Bergfried erweiterte Palas anschließt. Die gesamte westliche und nördliche Hofseite ist von zusammenhängenden Nebengebäuden umgeben. Alle Bauten sind innen- und außenseitig bis auf wenige Restflächen neu verputzt und lassen daher kaum bauanalytische Beobachtungen zu. Die aufgehenden Bauteile scheinen nirgends in das 11./12. Jahrhundert zurückzugeben, sondern dürften – mit Ausnahme einiger Mauerreste in der Kapellenkrypta – aus dem 13./14. Jahrhundert stammen.

### Der Bergfried
Der in der Südwestecke des Hofes gelegene fünfgeschoßige Bergfried stammt aus der zweiten Hälfte des 13. Jahrhunderts. Der ehemalige Hocheinstieg ist – heute verändert, verputzt und teilweise ausgebrochen – im ersten Obergeschoß nahe der hofseitigen Ecke erhalten. In jedem Geschoß befinden sich hochrechteckige Lichtschlitze bzw. Schlitzfenster. Im vierten Obergeschoß ist eine doppelte Balkenlochreihe für die Trag- und Stützbalken eines umlaufenden Wehrganges zu erkennen, dessen Dach an jeweils drei Kragsteinen auf jeder Seite hing. Der ehemalige Zugang zum Wehrgang – ein hochrechteckiges Portal in Hausteinrahmung – befindet sich in der Ostwand. Die abschließende Wehrplatte mit original erhaltenen Rechteckzinnen und jeweils zwei Zinnenlücken auf jeder Seite wurde um 1970 erneuert. Die Hofseite des Turmes war ehemals bis knapp unter den umlaufenden Wehrgang überputzt, von 1966 bis 1974 wurde der Putz bis auf ein kleines Wappen (Reichsadler auf gelbem Grund, um 1800) abgeschlagen und erneuert; aus derselben Zeit (vor 1970) stammt der Eingang im Erdgeschoß. Das Mauerwerk des Bergfrieds besteht aus leicht behauenen Bruchsteinen und an den Ecken übergreifenden behauenen Eckquadern ohne Buckel.

### Palas
Der ehemalige Palas ist an der Innenseite der südlichen Beringmauer angestellt. Wie alte Ansichten beweisen, reichte er ehemals um etwa das Doppelte seines Umfanges über die südliche Ringmauer vor. Dieser nach dem Brand von 1857 abgebrochene äußere Teil ist noch an verschiedenen Verputzresten mit Abdrücken von Mauer- und Riegelwänden erkennbar.
Offenbar handelte es sich dabei um eine sekundär angestellte Erweiterung des sich ursprünglich nur auf die Hofseite beschränkenden Wohnteiles, der seinerseits von 1966 bis 1974 unter Verwendung der über nahezu quadratischem Grundriss errichteten Altmauern (aus dem Anfang des 14. Jahrhunderts) erneuert wurde. Zugleich wurde auch der ursprünglich freie Raum zwischen altem Palas und Bergfried durch einen Verbindungsbau geschlossen; der solcherart entstandene viergeschoßige Südtrakt beherbergt heute Küche und Refektorium.

### Kapelle
Die geostete Doppelkapelle ist so an den Palas angelehnt, dass dessen Nordostecke in den hinteren Teil des Schiffes rechtwinkelig einspringt. Es ist ein behäbiger, massiger Bau mit ungewöhnlich breitem Schiff und über die östliche Ringmauer vorgezogener, nicht abgesetzter Apsis, die an der Außenseite in ihrem unteren Bereich durch eine vorgeblendete Mauer dreieckig verstärkt ist. Das regelmäßige Mauerwerk besteht zum Großteil aus leicht behauenen Bruchsteinen mit Fugenstrichlinierung. Die kleinen, tuffgerahmten Rundbogenfenster mit stark geschrägter Leibung im Obergeschoß (je drei in der Apsis und in der Nordwand, zwei weitere in der hofseitigen Westwand) wurden 1973 wieder geöffnet und gleichzeitig die bis dahin bestehenden Rundbogenfenster des 18. Jahrhunderts vermauert. Das Untergeschoß ist fensterlos. In der Südwand befindet sich ein ebenerdiger Zugang (1973 ausgebrochen) zum heute als Sakristei dienenden tonnengewölbten Raum im Zwickel zwischen Palas und Kapellenwand. Im Obergeschoß ist ein schräg in der Mauerdicke sitzendes, auf dem Altar gerichtetes, querrechteckiges Guckloch zu erkennen (zur Teilnahme des Gottesdienstes von der separierten Herrschaftsempore aus).
Beide Geschoße der ehemaligen Doppelkapelle (vgl. Türe vom Palas zum einstigen Zwischengeschoß der Kapelle) sind heute (und wenigstens schon seit dem 19. Jahrhundert) zu einem Sakralraum vereinigt. In der Apsis ist ein Fresko (Apokalypse) von Maria Bitterlich aus dem Jahr 1974 zu betrachten. Die 27-teilige Felderdecke mit stark eingetieften Feldern, über dem Altar als sechszackiger Stern ausgebildet, stammt aus der zweiten Hälfte des 19. Jahrhunderts.
Unter dem östlichen Teil der Kapelle wurde 1972 eine Krypta ausgehoben und dabei der Rest einer romanischen Vorgängerkapelle (um 1200) ergraben, deren Fundamente in urnenfelder- und hallstattzeitlichen Siedlungsschichten eingetieft waren. Die aufgehenden Teile dieser Kapelle (Seitenwände und Apsis aus regelmäßigen Bruchsteinen) sind durch die Anlage der Krypta konserviert und zugänglich. Sämtliche bauanalytischen Kriterien, die anlässlich des Umbaues der Kapelle 1973 beobachtet wurden (Mauerwerk, Fensterformen, Türausbrüche, romanische Freskenreste) datieren die Kapelle und den mit ihr gleichzeitigen Palas in das späte 13. Jahrhundert bzw. beginnende 14. Jahrhundert.

### Inneres Burgtor
Unmittelbar neben der Kapelle liegt flach in der Mauer das innere Burgtor, ein einfaches rundbogiges Sandsteinportal ohne Flankierungselemente, die breiten Bogensteine sind keilsteinartig verzahnt, mauerseitig jedoch rechtwinkelig behauen, so dass die Bogenrahmung eine treppenförmige Ausprägung erhält, während die innenseitige Toröffnung als flacher Segmentbogen aus Tuffstein gebildet ist. Das an lombardische Vorbilder erinnernde Tor lässt eine Entstehung im 12. Jahrhundert vermuten und wäre somit das älteste Objekt von St. Petersberg; möglicherweise aber stammt es zwar in seinen Teilen von einem Bauwerk dieser Zeit und wurde erst später sekundär zusammengesetzt. Es steht jedenfalls fest, dass dieses Tor älter ist als das benachbarte Mauerwerk. Der eisenbeschlagene Torflügel (mit Mannsloch) stammt aus dem 16. Jahrhundert.

### Südliche Ringmauer
Die schildmauerartige, bis in das zweite Obergeschoß hochgezogene Mauerfront zwischen Bergfried und Kapelle lässt sich in die Zeit um 1300 datieren; sie ist vom Bergfried durch eine Trennfuge abgesetzt und wird vom Kapellenmauerwerk sekundär überschnitten. Das u-förmig gebogene Mauerwerk aus lagerhaften Bruchsteinen mit Fugenstrichen und roh behauenen Buckelquadern an den Ecken weist steinerne Lichtschlitze und Rundbogenöffnungen in Tuffsteinrahmung auf. Das dritte Obergeschoß wurde von 1966 bis 1973 aufgesetzt, die vorgelegte Terrasse stammt aus dem 19. Jahrhundert.

### Nordtrakt
Der im Westen vom Bergfried ausgehende Nordtrakt stammt in seinem Kern aus dem Anfang des 14. Jahrhunderts, war ursprünglich zweigeschoßig, wurde 1576 bzw. 1657 umgebaut und 1973 um ein zusätzliches Stockwerk erhöht. Der mittlere Teil dieses polygonalen Traktes ist ein im Grundriss auffallend rechteckiger, im Keller durch eine Nord-Süd-Mauer in zwei Hälften getrennter Bau. Der westliche Kellerraum ist unverputzt und zeigt regelmäßiges Bruchsteinmauerwerk. Zahlreiche spätmittelalterliche Baudetails sind: Lichtschlitze, gefaste Nagelfluhleibungen, Rundbogenportale und tonnengewölbte Kellerräume. Während die obergeschoßigen Räume dieses Nordtraktes vollständig modernisiert sind, haben sich im Erdgeschoß zahlreiche erwähnenswerte Bauteile erhalten:
- Raum 1: kreuzgratgewölbt (15./16. Jahrhundert), schräg in der Mauerflucht sitzendes Viereckfenster in tiefer Sitznische
- Raum 2: Bemerkenswerte Kassettendecke in Rautenform (2. Hälfte 19. Jahrhundert). In der Nordwand zwei Fenster in tiefen Segmentbogennischen, das rechte nach außen als auf drei Kragsteinen ruhender Erker ausgebildet; innenseitig zierliches Kreuzrippengewölbe (Ende 15. Jahrhundert) über profilierten Konsolen, mit übereck gestellten runden Wappenschildern, die sich an den Schnittpunkten der Rippen wiederholen
- Raum 3: Balkendecke (2. Hälfte 19. Jahrhundert)
- Raum 4: Felderdecke (2. Hälfte 19. Jahrhundert); Nischenerker mit flachem Kreuzgewölbe (Ende 15. Jahrhundert)
- Raum 5: In der Nordwand zwei Fenster in Spitzbogennischen mit Kreuzgratgewölben (Ende 15. Jahrhundert), Holzaltar mit lebensgroßem Kruzifix (19. Jahrhundert)
- Raum 6: Verkleideter Unterzugsbalken (19. Jahrhundert)[12]

### Toranlage, Zwinger, Brücke

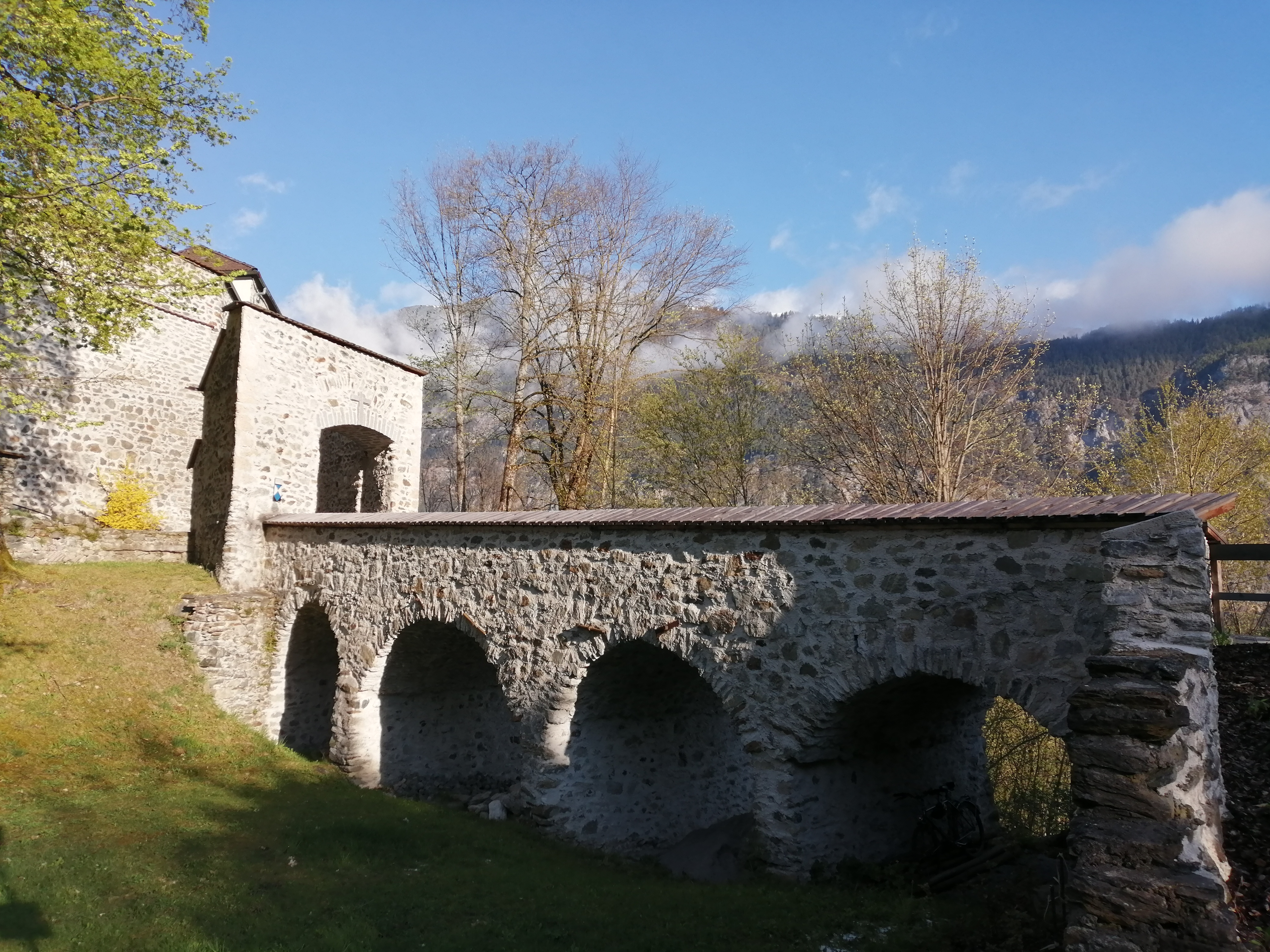
Brücke zum Haupteingang

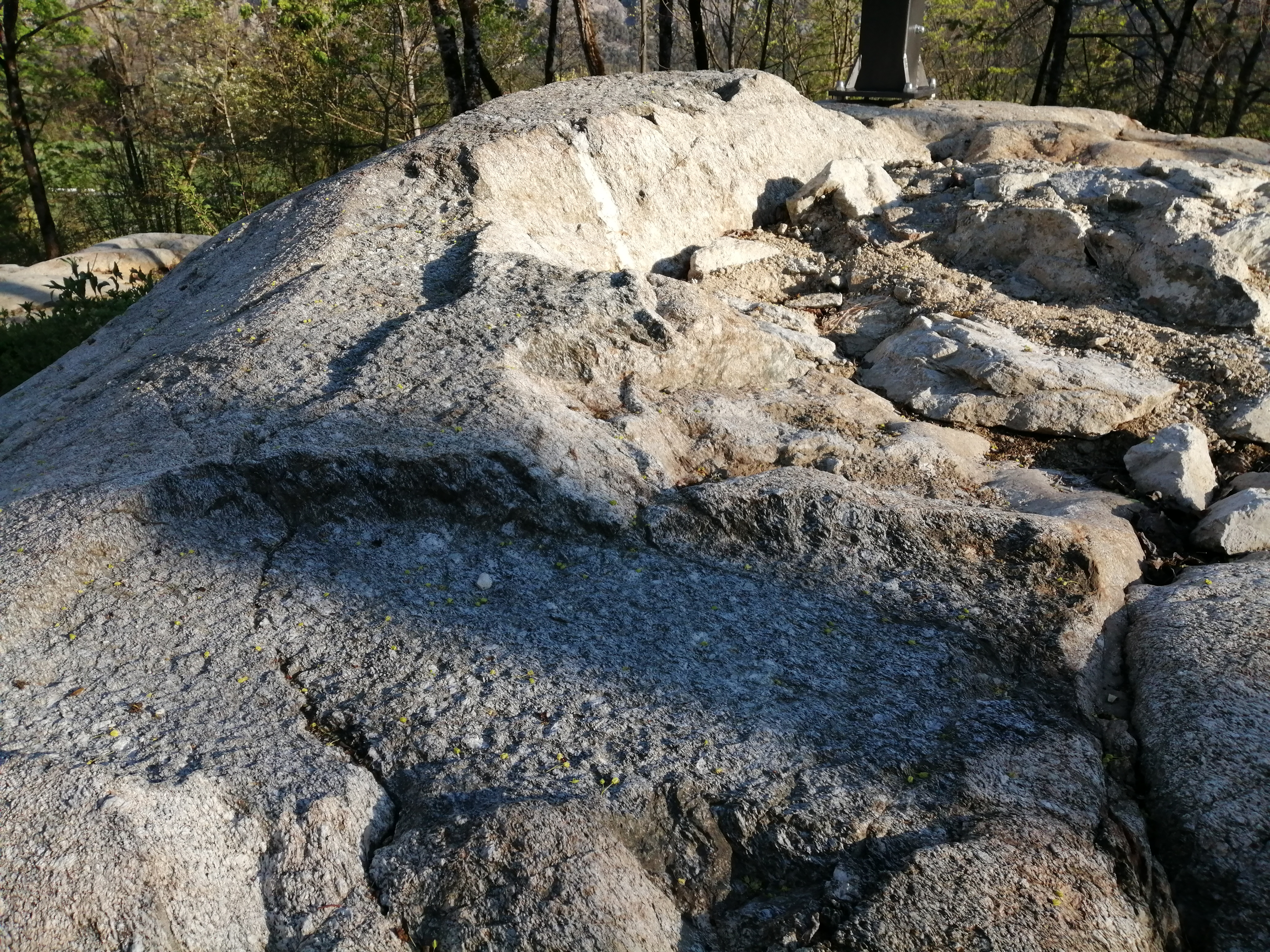
Reste alter Bebauung östlich der Burg

Die wohl aus dem 14. Jahrhundert stammende, vierjochige, leicht ansteigende Brücke führt zur schrägwinklig aus der Mauerflucht des Zwingers (14. Jahrhundert) ausspringenden Toranlage, deren ausgebrochener Rundbogen 1975 ergänzt wurde. Der wuchtige Torbau ersetzt einen älteren Burgzugang, der etwas zurückversetzt in einer den Geländerücken vor der Hochburg querteilenden Zwingermauer lag. Von diesem älteren Zwinger sind etliche Mauerstücke zwischen dem heutigen Torbau und dem Abhang zum Weiher in rund drei Meter Höhe erhalten. Die ungewöhnlich starke Mauer (1,25 m) besitzt regelmäßige Steinlagen und gehört vermutlich noch dem 13. Jahrhundert an.
Die übrigen Zwingerteile im Norden, Nordosten und Südwesten sind nur mehr in Spuren erhalten und größtenteils spätmittelalterlich. Die Mauerteile, die den Zugangsrücken zwischen Burggrafenturm und Hochburg im Süden begleiten, dürften in das späte 14. Jahrhundert zu datieren sein (mit Umbauspuren aus dem 16. Jahrhundert). Der aus dieser Mauer gegen den Weiher auf einem Felskopf vorspringende Viereckturm mit geknickter Südfront (im 19. Jahrhundert noch erhalten) ist wohl erst spätmittelalterlich.
Dagegen lassen die ungewöhnlich starken (1,90 m) Außenmauern des Westtraktes nördlich des Bergfrieds (auf einer Länge von 14 m) und korrespondierend damit die Mauern im Bereich der Südostecke und nahe dem Tor sowie jene der Kapellenapsis und der Südwestecke der Kapelle auf eine polygonale Ringmaueranlage des späten 12. Jahrhunderts schließen, womit die Grundstruktur einer Dynastenburg aus dem 12. Jahrhundert, mit polygonaler Ringmauer und nach Osten vertretender Kapelle, ohne Bergfried, gegeben wäre.